# Kyocera

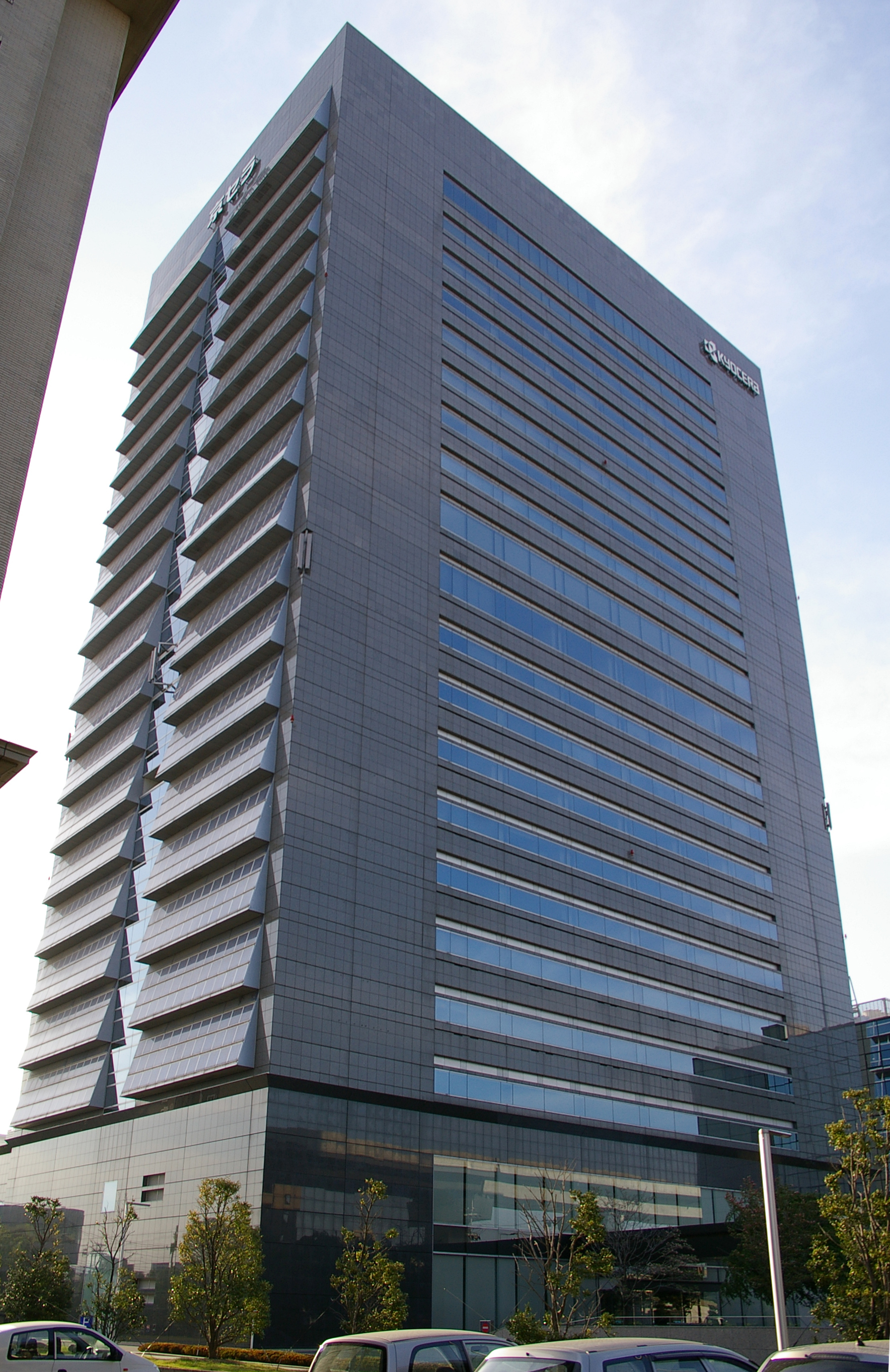
Kyocera-Konzernzentrale in Fushimi-ku, Kyōto, Japan

Die Kyocera K. K. ['kjoː.'sɛ.ɾə] (anhörenⓘ) (japanisch 京セラ株式会社, Kyōsera Kabushiki-gaisha, engl. Kyocera Corporation), gelistet im Nikkei 225, ist ein japanischer Konzern mit Sitz in Kyōto.
Seit den 1970er Jahren ist Kyocera in Europa tätig. Von seinem europäischen Hauptsitz in Esslingen am Neckar betreibt die KYOCERA Europe GmbH 27 Standorte inkl. Produktionsstätten, wobei die Produktpalette von Feinkeramik-, Elektronik-, Automobil-, Halbleiter- und optischen Komponenten bis hin zu Industriewerkzeugen, LCDs, Touch-Lösungen, industriellen Druck-Komponenten, Solarsystemen und Konsumgütern wie Küchen- und Büroartikeln reicht.

## Konzern
Die Kyocera Corporation mit Hauptsitz in Kyoto (1959 als „Kyoto Ceramic Co.“ gegründet) ist ein führender Anbieter feinkeramischer Komponenten für die Technologieindustrie. Strategisch wichtige Geschäftsfelder der aus 292 Tochtergesellschaften (März 2024) bestehenden Kyocera-Gruppe bilden Informations- und Kommunikationstechnologie, Produkte zur Steigerung der Lebensqualität sowie umweltverträgliche Produkte.
Der Technologiekonzern ist weltweit einer der Produzenten von smarten Energiesystemen. 
Auf der „Global 2000“-Liste des Forbes-Magazins für das Jahr 2022 belegt Kyocera Platz 665 und zählt laut Wall Street Journal zu den „The World's 100 Most Sustainably Managed Companies“. Im zweiten aufeinanderfolgenden Jahr wurde Kyocera für den Nachhaltigkeitsindex (Asia-Pacific) von Dow Jones qualifiziert und bereits zum siebten Mal von Clarivate als „Top 100 Global InnovatorTM 2024“ als einer der weltweiten Innovationsträger anerkannt. 
In Europa vertreibt das Unternehmen u. a. Drucker und digitale Kopiersysteme, Halbleiter-, Feinkeramik-, Automobil- und elektronische Komponenten sowie Druckköpfe und keramische Küchenprodukte. Seit 2014 zählt Kyocera zu den „Top 100 Global Innovators“.
Kyocera ist in Deutschland mit fünf eigenständigen Gesellschaften vertreten:
- der Kyocera Europe GmbH in Neuss und Esslingen,
- der Kyocera Fineceramics Europe GmbH in Mannheim (Hauptsitz/Vertrieb/Produktion) und Selb (Vertrieb/Produktion)
- der Kyocera Automotive and Industrial Solutions GmbH in Dietzenbach
- sowie der Kyocera Document Solutions GmbH in Meerbusch.
Das Unternehmen engagiert sich auch kulturell: Über die vom Firmengründer ins Leben gerufene und nach ihm benannte Inamori-Stiftung wird der  Kyoto-Preis mit 100 Millionen Yen (621.000 EUR) je Kategorie als eine der weltweit höchstdotierten Auszeichnungen für das Lebenswerk hochrangiger Wissenschaftler und Künstler verliehen.

### Innovationen
Im Jahr 1982 wurde ein bei Kyocera gebauter Dreizylinder-Dieselmotor in einem Pkw von Isuzu vorgestellt. Durch die hohe Hitzebeständigkeit der keramischen Bauteile benötigte der Motor weder einen Wasserkühler noch Kühlrippen am Zylinderkopf für eine Luftkühlung.
Innovationen bei den Kleinbildspiegelreflexkameras CONTAX RTS III und CONTAX AX: Dort wurden erstmals perforierte keramische Filmandruckplatten verwendet, bei denen während der Aufnahme der Film durch Unterdruck angesaugt wurde. Bei der AX wurde erstmals die Autofocusfunktion durch eine in Keramik gelagerte, verschiebbare Filmebene im Kameragehäuse realisiert. Somit konnten alle vorhandenen manuellen Objektive weiter eingesetzt werden.
2008 begann Kyocera eine haptische Rückmeldung für Touchscreens auf Basis der Piezotechnik zu entwickeln, was gegenüber Magnetspulentechnik eine kompaktere Bauweise ermöglicht. Die ersten Displays für Maschinensteuerungen konnte Kyocera im zweiten Quartal 2019 liefern. Im Automobilbereich soll die Technik 2020 oder 2021 erstmals bei europäischen Herstellern eingesetzt werden.
Bei Laserdruckern bietet Kyocera die patentierte Ecosys-Technologie mit langlebigen Keramik-beschichteten Trommeln und recht geringem Stromverbrauch an.
2017 meldete Kyocera 1.144 US-Patente an. 2019 hielt das Unternehmen 98 technologie-unabhängige Patente bezüglich Druckmessung und haptischer Rückmeldung.
Zu den jüngeren Innovationen gehört eine Silberlegierung, die den Glanz von Silberschmuck auch im Laufe der Zeit beibehält, und eine neue Beschichtungstechnologie, die die Lebenserwartung künstlicher Hüftgelenke verlängert.

## Geschichte
Das Unternehmen wurde 1959 von Kazuo Inamori als Kyoto Ceramics gegründet. 1969 nahm die US-amerikanische Niederlassung ihre Geschäfte auf. Seit den frühen 1970er-Jahren ist Kyocera auch auf dem europäischen Markt vertreten.
1985 stiftete der Unternehmensgründer den  Kyoto-Preis in den Kategorien Hochtechnologie, Grundlagenforschung sowie Kunst und Philosophie.

### Optik und Kameraherstellung
1974 begann Kyocera die Zusammenarbeit mit Carl Zeiss Oberkochen und startete die Auftragsproduktion für Zeiss-Objektive für das Contax-Kamera-Programm.
1983 benannte sich der Konzern von Kyoto Ceramic Co., Ltd. in Kyocera Corporation um. Im selben Jahr fusionierte Kyocera mit Yashica Camera Co., Ltd. Damit gelangten auch Nutzungsrechte an der nach wie vor der Carl Zeiss AG gehörenden Traditionsmarke Contax in das Produktportfolio des Kyocera-Konzerns. Die Kameras wurden weiterhin unter den Marken „Contax“ und „Yashica“ verkauft, durch kompatible Objektive und Motorantriebe bildeten die Contax- und Yashica-Spiegelreflexkameras ein System.

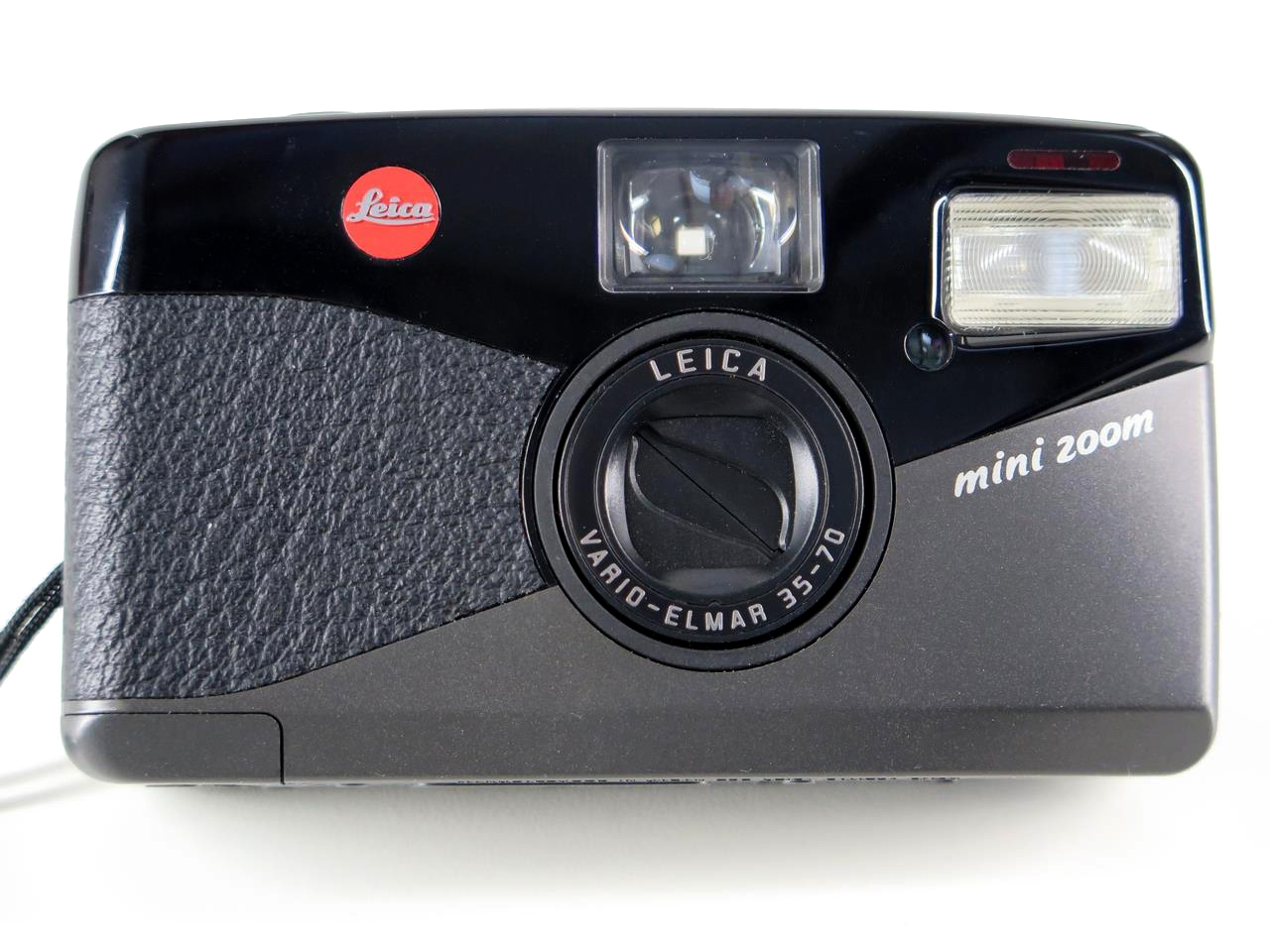
Leica mini Zoom (1993–1997)
gebaut bei Kyocera

Kyocera Optec fertigte auch Wechselobjektive für die Leica-R-Spiegelreflexkamera. Auch die Kompaktkamera Leica Mini Zoom, die 1993 auf den Markt kam, wurde bei Kyocera hergestellt.
Im Jahr 2000 wurde das Contax-N-System vorgestellt. 2002 konnte die digitale Version N Digital geliefert werden; sie hatte als erste digitale Spiegelreflexkamera einen Vollformatsensor, also einen Sensor in voller Größe des Kleinbildformats. Im November 2003 wurde die Kyocera Finecam S3R mit professioneller Serienbildfunktion vorgestellt: Ihr Bildprozessor ermöglichte Aufnahmeserien von mehr als 180 Bildern pro Minute.
Von 1996 bis 2004 wurden unter dem Namen „Kyocera“ auch Digitalkameras angeboten.
Im April 2005 kündigte Kyocera an, sich aus dem Kamerageschäft zurückzuziehen. Im September 2005 wurde die Lieferung von Kameras und Zubehör der Marke Contax eingestellt.

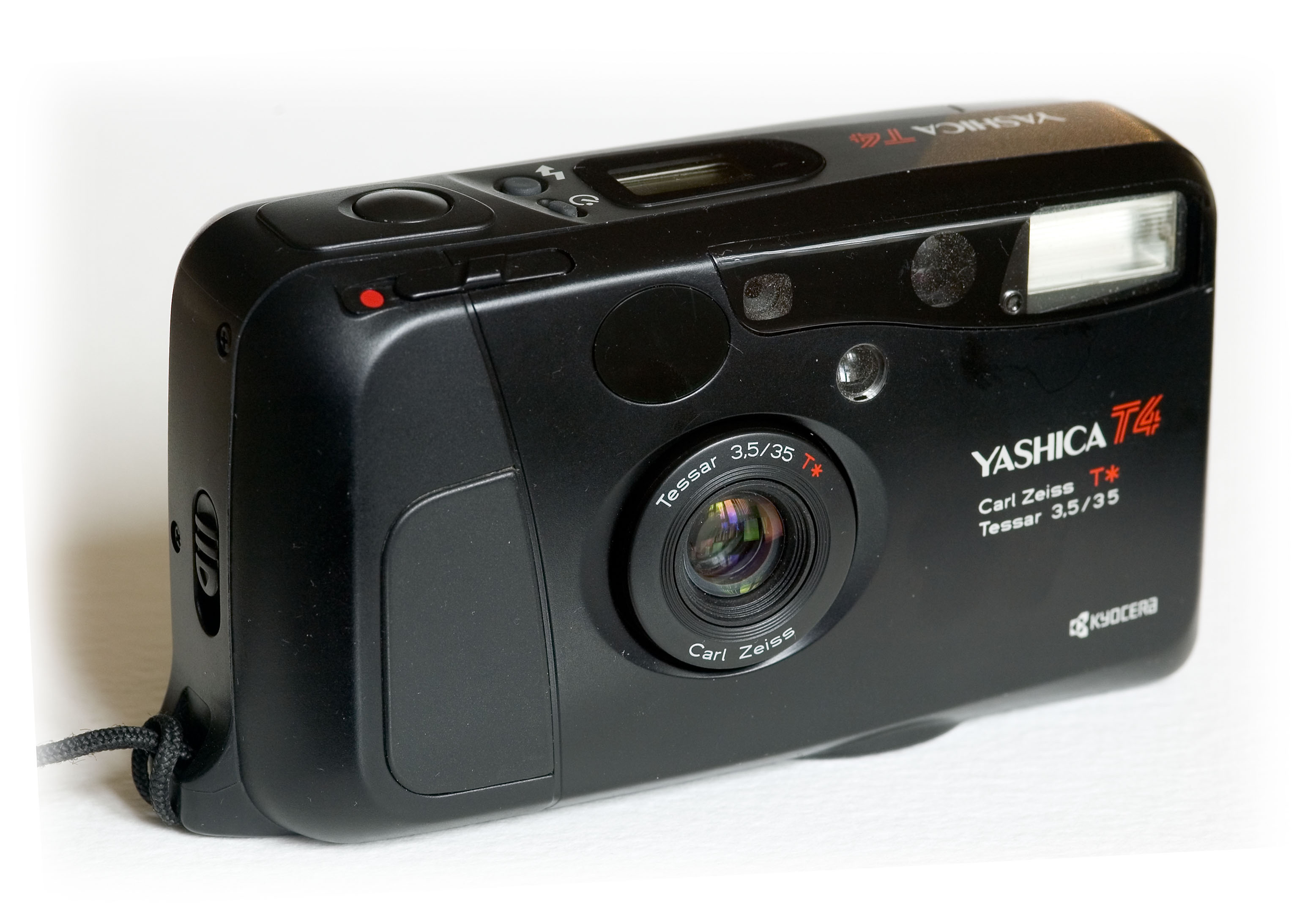
Kompaktkamera Yashica T4 mit Tessar 3,5/35 (ab 1990)
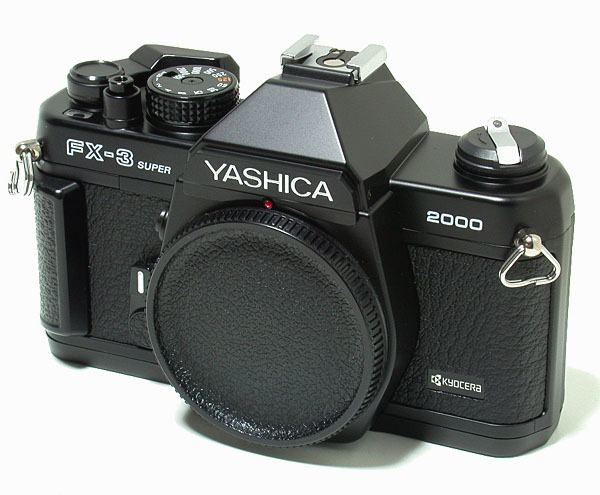
Yashica Spiegelreflexkamera FX-3 Super 2000 (bis 2002)
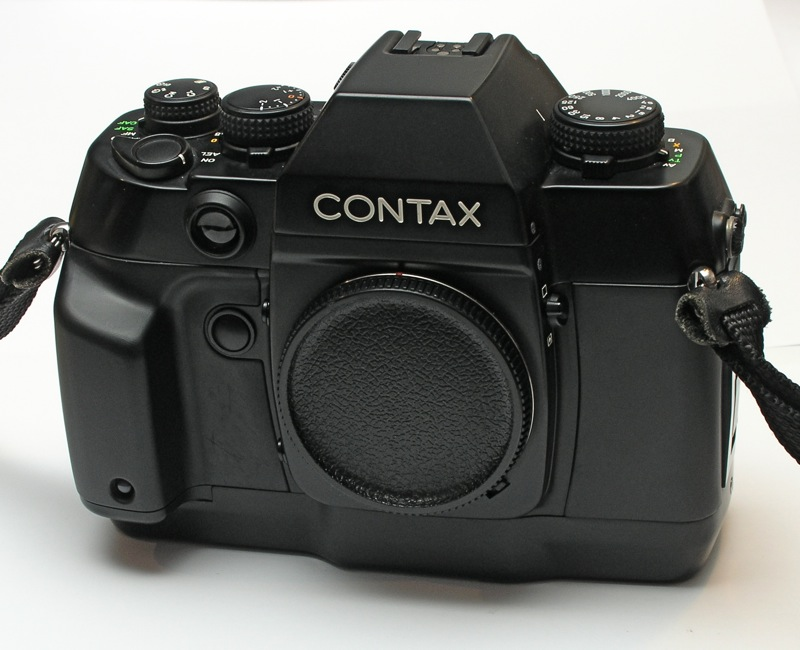
Contax AX (1996, analog)
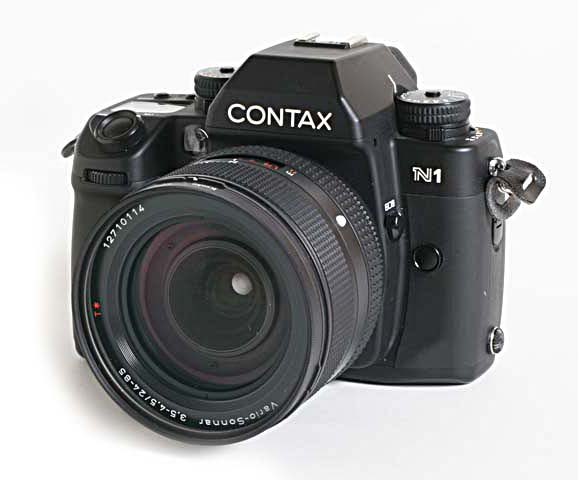
Analoge Contax N1 mit Vario-Sonnar 24–85 (2002–2004)
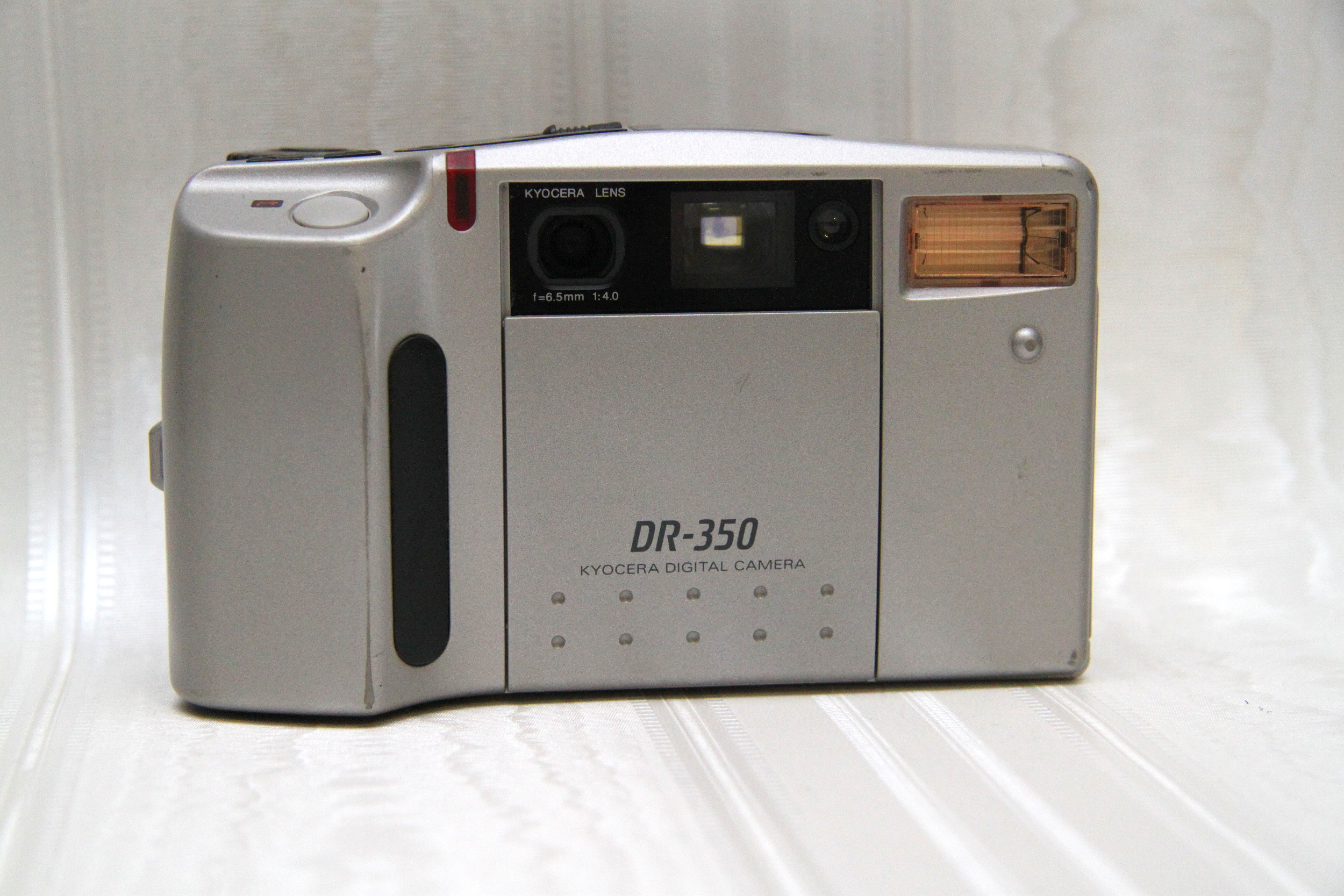
Kyocera DR-350 (1997)
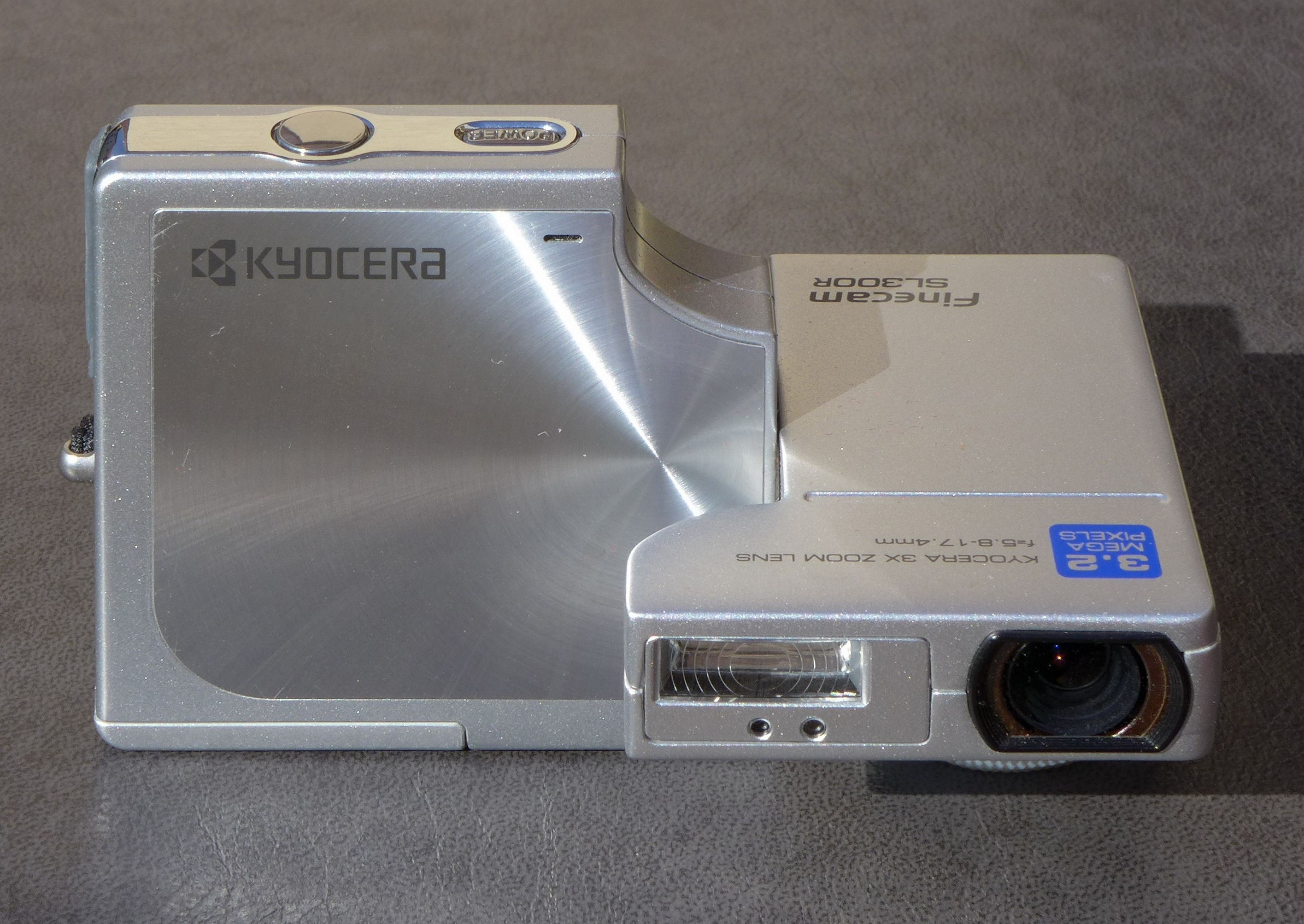
Kyocera Finecam SL300R, Höhe etwa 1,5 cm (2003)
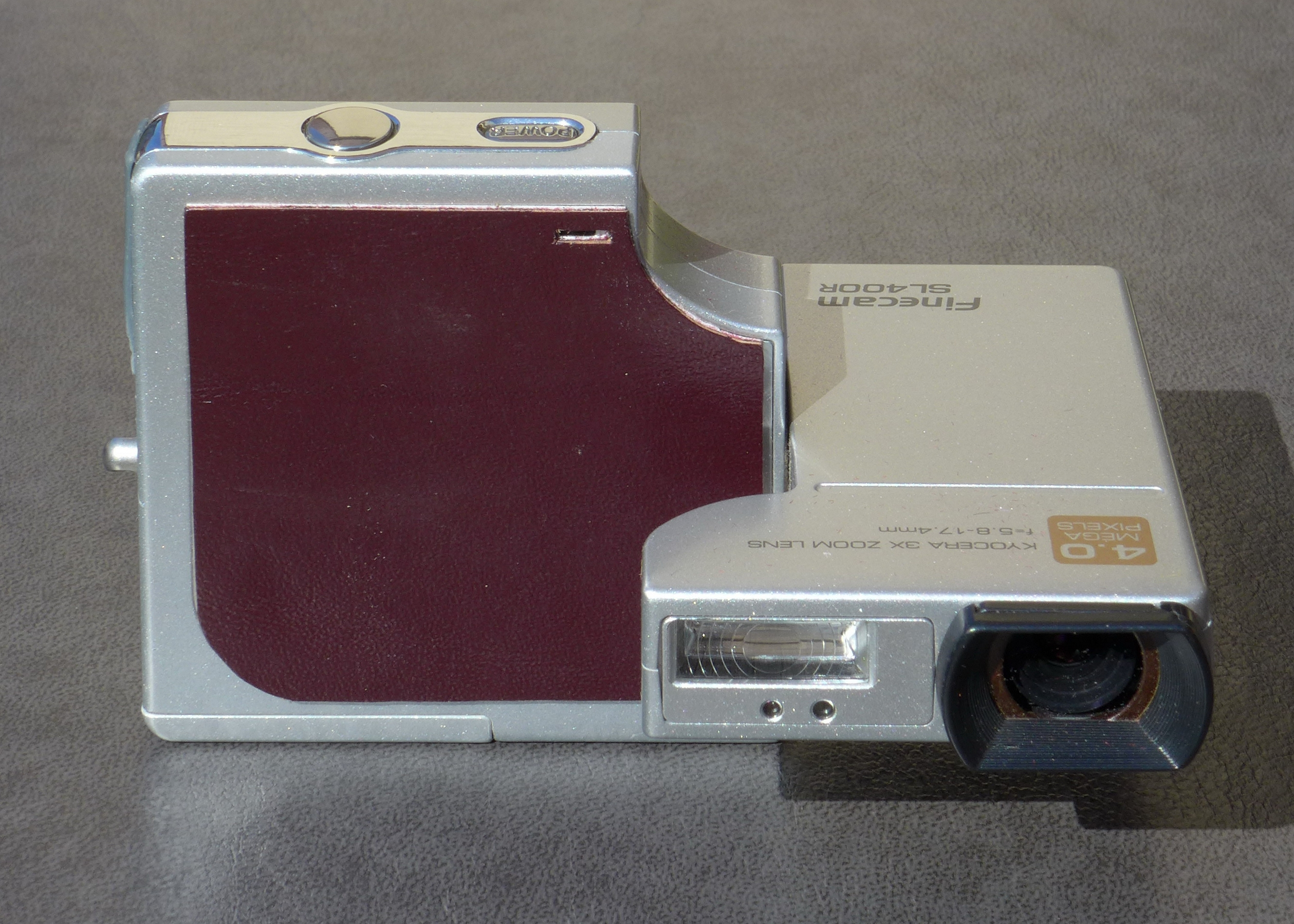
Kyocera Finecam SL400R (2004)
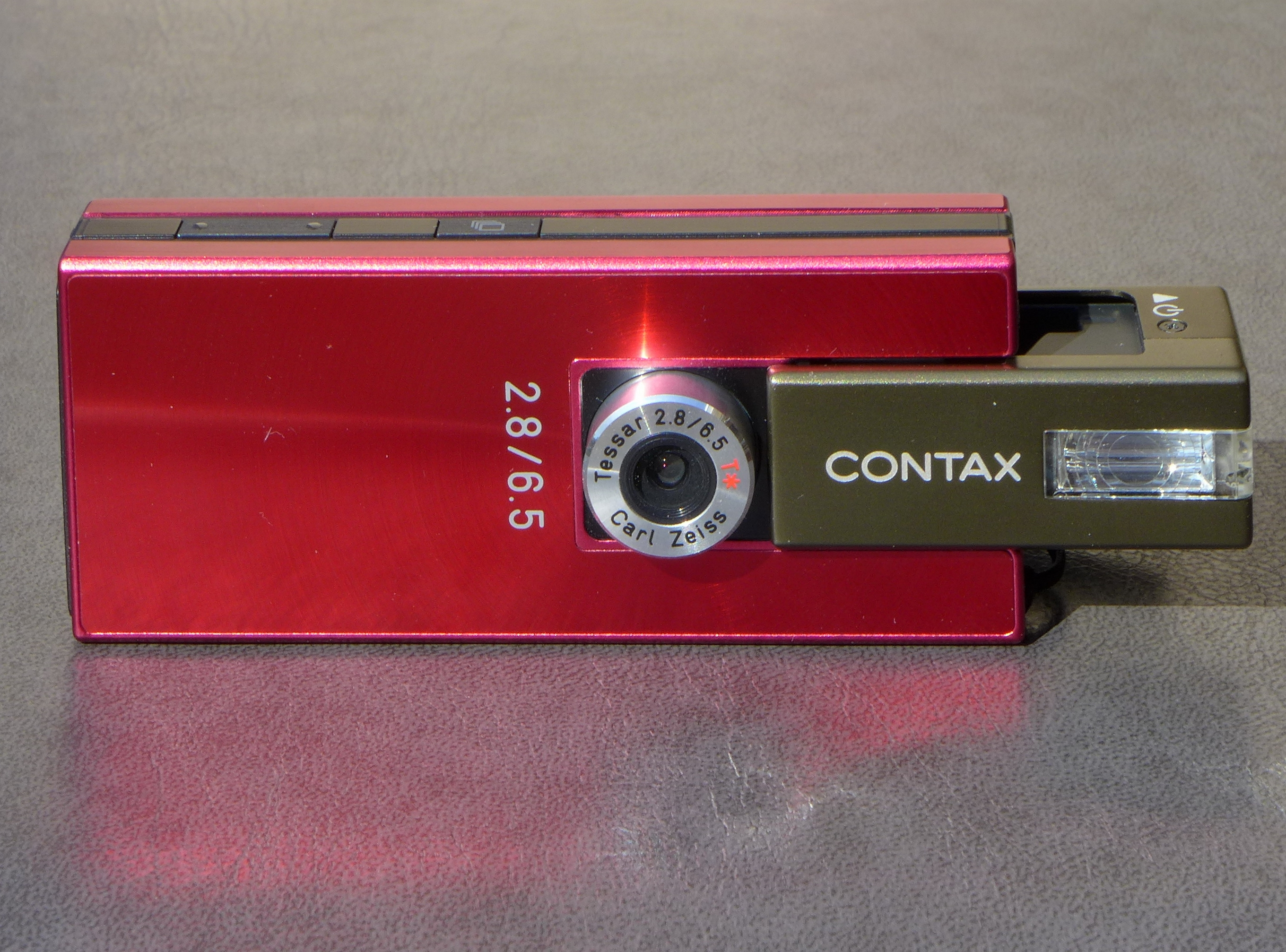
Contax i4R (2004)

Nachdem schon 2012 die Fortführung im optischen Bereich mit Entwicklung und Fertigung von Wechselobjektiven und Objektivbaugruppen angekündigt war, wurde dies 2018 bestätigt: Der Bereich heißt Kyocera Optec.

### Übernahmen
1990 wurde der Hersteller elektronischer Bauteile AVX Corporation übernommen; dazu gehörten 17 Produktionsstätten.
1999 übernahm der Konzern Golden Genesis Company of Scottsdale, Arizona, das in Kyocera Solar, Inc. (KSI) umbenannt wurde, sowie 2000 das Unternehmen Mita Industrial Co., Ltd. 2002 wurde die Toshiba Chemical Corp. reorganisiert und in die Kyocera Chemical Corp. umgewandelt.
Im Januar 2009 wurde das deutsche Unternehmen Triumph-Adler übernommen.
Im Oktober 2015 übernahm Kyocera die CEYONIQ-Gruppe, im August 2016 für 400 Millionen US-Dollar den Optikhersteller Melles Griot.

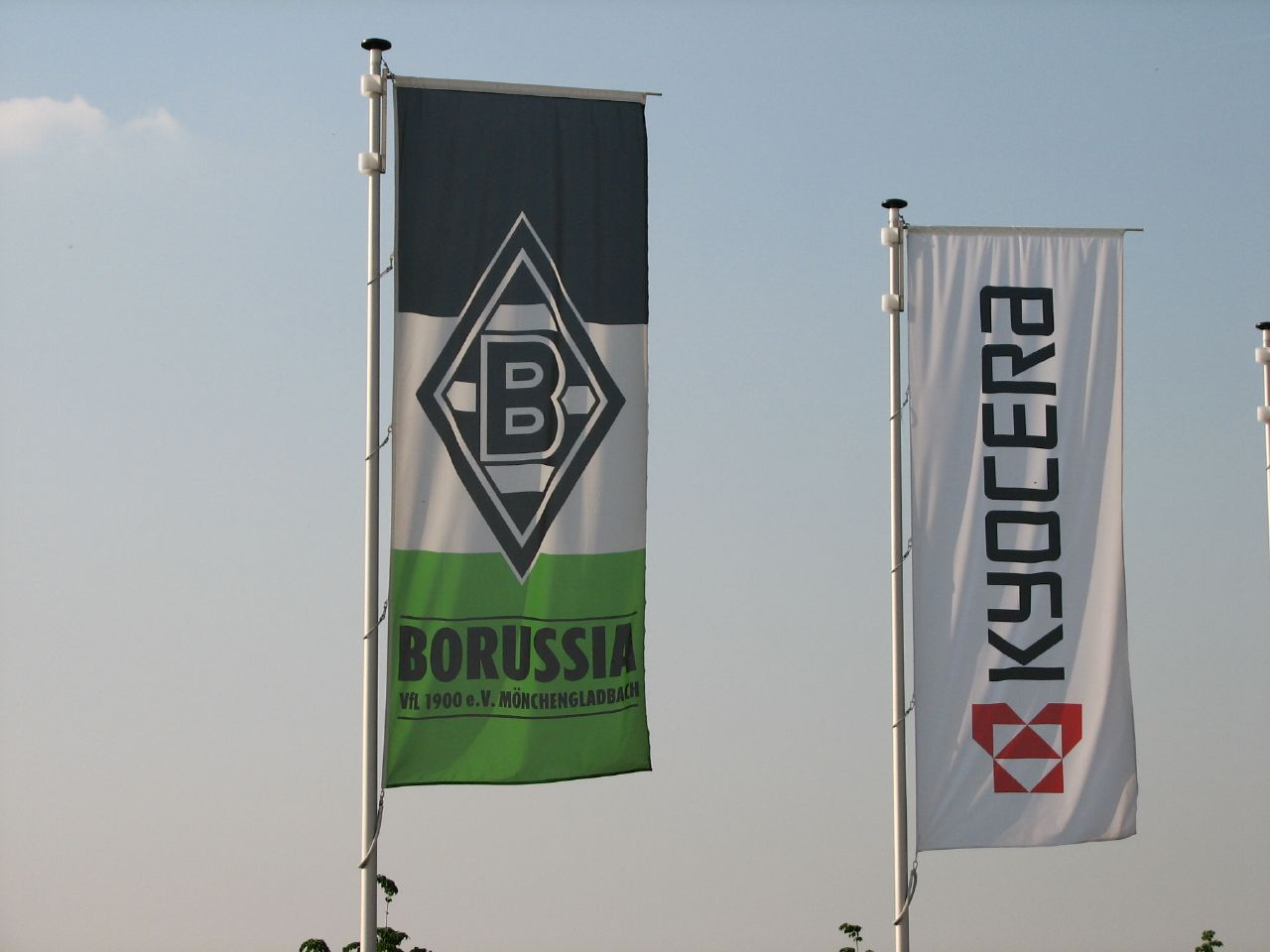
2005–2009 und seit 2014 Sponsor von Borussia

Im April 2019 übernahm Kyocera die H.C. Starck Ceramics GmbH, ein in Deutschland ansässiges Unternehmen, das sich auf Nichtoxid-Feinkeramikkomponenten spezialisiert hat. Mit der Übernahme erwarb Kyocera seine erste Produktionsstätte für Feinkeramik in Europa. Damit ist das Unternehmen strategisch in der Lage, die steigende Nachfrage nach Feinkeramik-Komponenten für Industriemaschinen zu bedienen. Das Unternehmen agierte fortan unter dem Namen KYOCERA Fineceramics Precision GmbH.
Im Juni 2019 gab Kyocera bekannt, dass das in Deutschland ansässige europäische Hauptquartier Kyocera Europe GmbH (damals Kyocera Fineceramics GmbH) den Hochleistungskeramik-Sektor der Friatec GmbH („Friatec“) übernehmen und somit eine neue Tochtergesellschaft gründen wird. Die Mannheimer Firma Friatec produzierte und verkaufte Komponenten aus Keramik und Kunststoffen. Sie wurde 1863 gegründet.
Das Unternehmen agierte erst unter dem Namen KYOCERA Fineceramics Solutions GmbH, welche 2023 mit der KYOCERA Fineceramics Precision GmbH zur KYOCERA Fineceramics Europe GmbH konsolidierte.
Im Frühjahr 2020 übernahm Kyocera den bislang inhabergeführten Anbieter von Enterprise Content Management-Software (ECM) Optimal Systems in Berlin mit rund 450 Mitarbeitern.
Im November 2020 gab Kyocera bekannt, eine Einigung mit dem in Kalifornien (USA) ansässigen Unternehmen SLD Laser (vormals Soraa Laser Diode, Inc.) erzielt zu haben. Der japanische Experte für Feinkeramik wird das Unternehmen zu 100 % übernehmen.

## Sponsorentätigkeit
Kyocera war von 2005 bis zum 30. Juni 2009 Hauptsponsor des Fußballerstligisten Borussia Mönchengladbach. Seit 2010 unterstützt Kyocera den Deutschen Hockey-Bund (DHB). Das Sponsoring von Borussia Mönchengladbach wurde 2014 wieder aufgenommen. Zwischenzeitlich war Kyocera Sponsor der deutschen Fußballnationalmannschaft.
Weltweit entscheiden die Ländergesellschaften von Kyocera selbst, wo investiert wird. In Südafrika wird beispielsweise auch Cricket unterstützt. Eine Abstimmung mit der Zentrale in Japan ist aber erforderlich.

## Produkte
- Drucker / Multifunktionsgeräte
- Feinkeramik-Bauteile
- Mikroelektronische Bauteile
- Ultrahochvakuum-Bauteile
- Glasfaser-Optik
- Industrielle Druck-Komponenten
- LCDs und Glas/Glas Touch Panels
- Automotive Komponenten

- Zerspanungswerkzeuge
- Photovoltaiksysteme
- Uhren- und Schmuckindustrie
- Büroprodukte

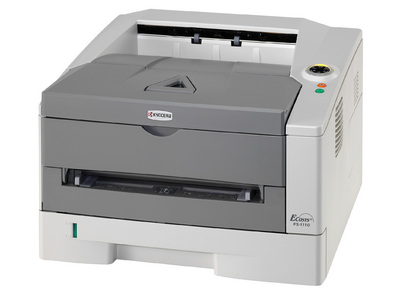
Kyocera Ecosys-Laserdrucker

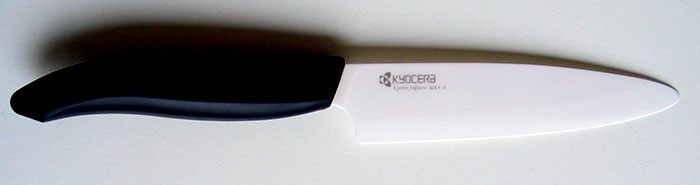
Kyocera Messer mit Keramikklinge

- Küchenprodukte (z. B. Keramikmesser)
- Mobiltelefone[42]
- Linsen und optische Systeme,[43] bis 2005 auch Kameras / Digitalkameras[13]
- DMS- / ECM-Software[44]